# Frédéric Rossif
Frédéric Rossif (Cetinje, 14 d'agost de 1922 - París, 18 d'abril de 1990) va ser un director de cinema i televisió francès especialitzat en documentals usant material d'arxiu.

## Trajectòria

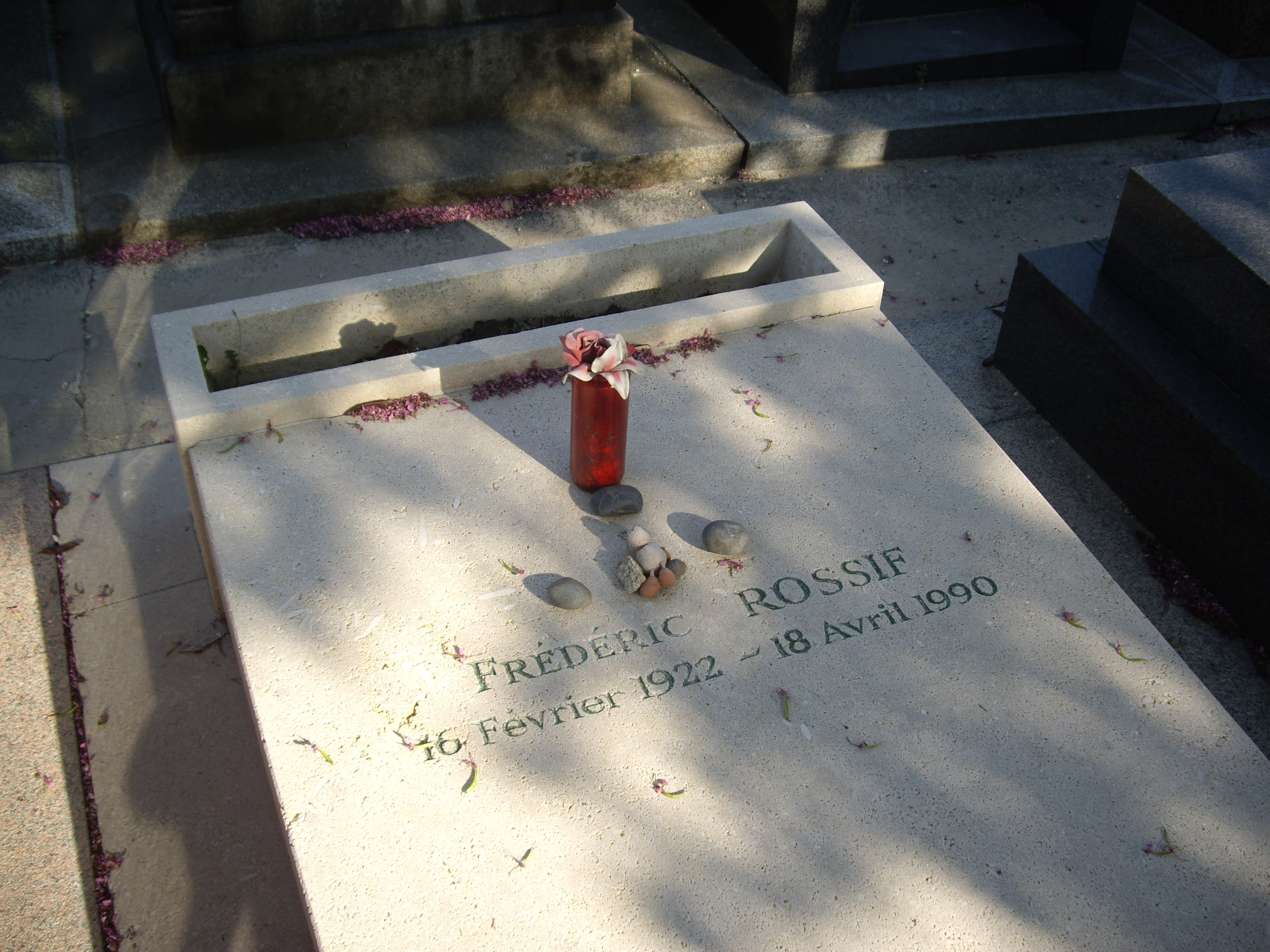
La tomba de Frédéric Rossif al Cementiri de Montparnasse

Va néixer a Cetinje, Montenegro, Iugoslàvia. La seva família va perir durant la Segona Guerra Mundial. Va estudiar a Roma i es va unir a la Legió Estrangera Francesa combatent en Líbia, Bir Hakeim i Monte Casino. Després de la guerra va prendre la ciutadania francesa en 1947 i va viure en París on va travar amistat amb Jean-Paul Sartre, Boris Vian, Albert Camus, Ernest Hemingway i Malcolm Lowry.
Des de 1948 va organitzar i va col·laborar amb la Cinémathèque Française, al festival d'Antíbol 1949-50 i en 1952 va treballar amb Jean Cocteau.
A fins de la dècada dels anys 60 va començar a escriure i dirigir els seus propis films que van abordar aspectes ambientals, culturals, històrics i biogràfics de personalitats rellevants. Entre ells el llorejat Mourir à Madrid (1963), guanyador del Premi Jean Vigo i nominat a l'Oscar al millor documental amb música de Maurice Jarre. El film, rodat amb l'autorització del Ministeri d'Informació i Turisme amb la falsa promesa de presentar una imatge positiva del país i del règim de Francisco Franco, es va estrenar a Espanya en 1978.
| «                                               | “La meva pel·lícula va ser un èxit al món sencer: als Estats Units, Japó, les dues Corees… perquè hi havia alguna cosa d'universal en ella quan parlava d'Espanya. Jo vaig voler rodar solament una pel·lícula sobre Espanya, sobre la seva història civil. I és que a través d'aquesta Espanya del sentiment tràgic de la vida, nosaltres descobrim que tothom se sensibilitzava. Espanya era el vell gran país que interessava al món. Espanya és el país històric per excel·lència”. | » |
| — Frédéric Rossif, sobre Morir en Madrid (1977) | |   |

En 1970 va realitzar el seu únic llargmetratge no-documental Aussi Loin que L'amour, estrenat en 1971, entre l'elenc del qual figura l'artista Salvador Dalí i el director de cinema Claude Chabrol. Es tracta d'una pel·lícula dramàtica sobre una jove qui, després del suïcidi del seu nuvi, decideix canviar radicalment de vida abandonant la ciutat en la que resideix.
Va col·laborar amb el compositor grec Vangelis en els documentals dedicats a la temàtica natural L'Apocalypse des Animaux, L'opéra Sauvage i La Fête Sauvage. Aquestes sèries de pel·lícules documentals li van reportar un important reconeixement internacional.
| «                                                                    | "A les meves pel·lícules jo sempre represento a la gent que parla de si mateixa, que també parla de la mare, dels seus propis desitjos, les seves esperances i els seus records. Veig tot a través d'una successió d'imatges que donen la idea d'un conjunt i representen figurativament la música. Crec que els meus films inspiren el desig de la quietud, del plaer, de la felicitat". | » |
| — Frédéric Rossif, sobre su cine (1980), El País, 17 d'agost de 1980 | |   |

Entre els seus últims treballs destacats figuren Pasteur le Siecle (1987), dedicat a la figura del químic i microbiológo francès Louis Pasteur, i la minisèrie de televisió De Nuremberg à Nuremberg (1989) que mostra amb rigor i senzillesa el període 1933-1945 des que Adolf Hitler aconsegueix el poder en Alemanya fins a la celebració dels Judicis de Nuremberg després de finalitzar la Segona Guerra Mundial.
Frédéric Rossif va morir a París el 17 d'abril de 1990, als 68 anys d'edat, d'un atac al cor.

## Filmografia

### Ajudant de director
- 1952 : La Villa Santo-Sospir de Jean Cocteau

### Director
- 1951 : Matisse, codirigit amb Henri Langlois (curtmetratge)
- 1952-1966 : La Vie des animaux presentada per Claude Darget
- 1952-1970 : Chagall dans son jardin à Saint-Paul-de-Vence, codirigit amb Henri Langlois (curtmetratge)
- 1959 : Imprévisibles nouveautés
- 1961 : Le Temps du ghetto
- 1961 : Nos amies les bêtes
- 1962 : De notre temps
- 1963 : Pour l'Espagne ; Mourir à Madrid
- 1965 : Les Animaux
- 1966 : La Cité des hommes
- 1967 : La Révolution d'octobre
- 1968 : Un mur à Jérusalem
- 1969 : Pourquoi l'Amérique ?
- 1971 : Aussi loin que l'amour
- 1971 : Georges Mathieu ou la Fureur d'être
- 1972 : L'Apocalypse des animaux
- 1975 : L'Opéra sauvage (22 emissions fins 1981)
- 1975 : Le Cantique des créatures : Georges Braque ou le Temps différent
- 1976 : La Fête sauvage
- 1980 : Pablo Picasso, peintre
- 1982 : Jacques Brel
- 1984 : Sauvage et Beau
- 1985 : La Mémoire et la Volonté (Gabon)
- 1986 : Le Cœur musicien
- 1989 : De Nuremberg à Nuremberg
- 1990 : Les Sentinelles Oubliées

### Actor
- 1954 : Si Versailles m'était conté... de Sacha Guitry
- 1966 : Voilà l'ordre, curtmetratge de Jacques Baratier
- 1990 : Tatie Danielle d'Étienne Chatiliez : l'home dels canaris

## Premis i nominacions
Premis Óscar
| Any  | Categoria         | Pel·lícula      | Resultat |
| ---- | ----------------- | --------------- | -------- |
| 1966 | Millor documental | Mourir à Madrid | Nominat  |